# مهن
مهن، روستایی از توابع بخش مرکزی شهرستان فیروزکوه در استان تهران ایران است.

## جمعیت
این روستا در دهستان پشتکوه قرار دارد و براساس سرشماری مرکز آمار ایران در سال ۱۳۸۵، جمعیت آن ۵۴۱ نفر (۱۲۷خانوار) بوده‌است.

## زبان
مردم این روستا به زبان مازندرانی صحبت می کنند.